# Чёрный маколор
Чёрный маколор (лат. Macolor niger) — вид лучепёрых рыб семейства луциановых (Lutjanidae). Представители вида распространены в  Индо-Тихоокеанской области. Максимальная длина тела 75 см. Имеют ограниченное промысловое значение.

## Описание
Тело удлинённое, веретенообразной формы, относительно высокое, немного сжато с боков. Верхний профиль головы у взрослых особей выпуклый, а у молоди — прямой, косо снижающийся. Слёзная кость широкая. Рот относительно большой, конечный, нижняя челюсть немного выступает вперёд при закрытом рте. Предчелюстная кость выдвижная. Ноздри на каждой стороне головы расположены не очень близко друг к другу. Окончание верхней челюсти доходит до вертикали, проходящей через середину глаза. На первой жаберной дуге 89—107 жаберных тычинок, из них 26—38 тычинок на верхней части и 60—71 — на нижней. Верхняя челюсть без чешуи и продольных гребней. Предкрышка с глубокой выемкой или разрезом. На обеих челюстях зубы конической формы, заострённые, в передней части увеличенные; внутренний ряд ворсинчатых зубов по бокам верхней челюсти и в передней части нижней челюсти. На сошнике зубы расположены в виде широкого пятна V-образной формы без срединного выступа. Один спинной плавник с 10 жёсткими и 10—13 (обычно 14) мягкими лучами. Колючая и мягкая части плавника не разделены глубокой выемкой (у молоди разделены). В анальном плавнике 3 жёстких и 10—11 мягких лучей. Задние края спинного и анального плавников заострённые. Последний луч спинного и анального плавника не удлинённый, короче предпоследнего луча. Грудные плавники с 16—18 мягкими лучами, длинные; у особей длиной более 95 мм их длина составляет 90—110 % от длины головы. На мембранах спинного и анального плавников есть чешуя. Брюшные плавники короткие и закруглённые как у молоди, так и у взрослых особей. У молоди хвостовой плавник закруглённый с удлинёнными центральными лучами, а у взрослых особей — выемчатый. В боковой линии 49—58 чешуек. Ряды чешуй на спине проходят параллельно боковой линии.

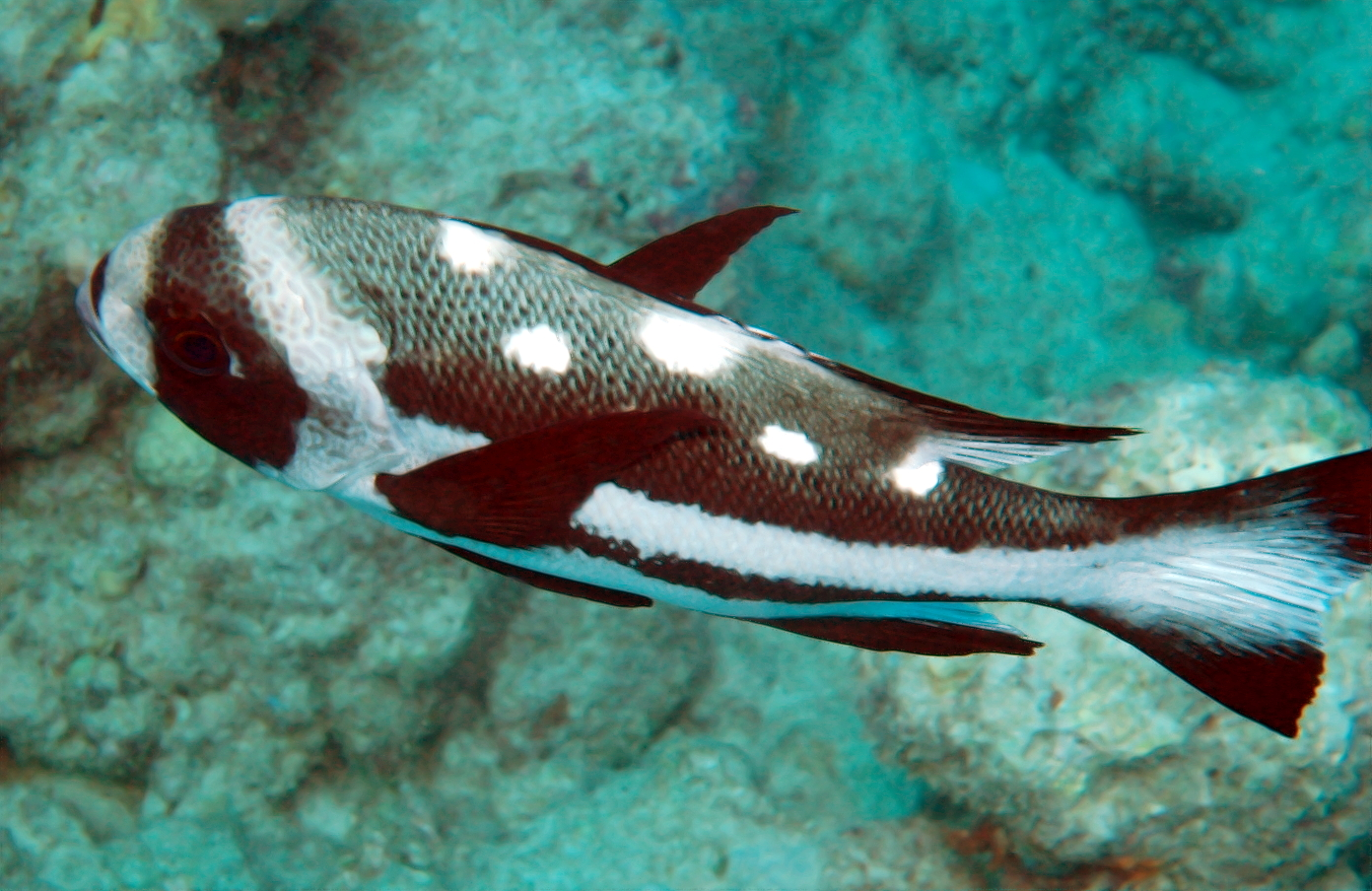
Молодь чёрного маколора

Окраска взрослых особей преимущественно тёмно-коричневая или чёрная. Радужная оболочка глаза жёлтая. По бокам тела молоди длиной до 24 см проходят чередующиеся чёрные и белые полосы. Верхняя часть тела чёрного цвета с 5 (4—7) белыми пятнами. Кончики обеих лопастей и средняя часть хвостового плавника белого цвета. Через глаз проходит вертикальная чёрная полоса.

## Биология
Морские бентопелагические рыбы. Обитают у крутых склонов скалистых и коралловых рифов. Молодь ведёт одиночный образ жизни, а взрослые особи образуют большие скопления. Питаются рыбами и ракообразными. Максимальная длина тела 75 см, обычно до 35 см. Половой зрелости достигают при длине тела 38 см. Продолжительность жизни достигает 40—50 лет.

## Ареал
Широко распространены в Индо-Тихоокеанской области. Индийский океан: от Красного моря вдоль побережья восточной Африки до южной Африки, включая Сейшельские и Маскаренские острова, Мадагаскар и на восток вдоль побережья Южной и Юго-восточной Азии до Андаманского моря, включая Мальдивы, Шри-Ланка, Лаккадивские острова и другие многочисленные острова Индийского океана. Тихий океан: от Японии до Австралии, включая Малайзию и Индонезию, и на восток до островов Микронезии, Самоа, Тонга. Обнаружены у островов Ниуэ и Кука.

## Взаимодействие с человеком
В некоторых регионах является промысловой рыбой. Ловят ручными ярусами, жаберными сетями, ловушками и гарпунами. Реализуются в свежем виде. Международный союз охраны природы присвоил этому виду охранный статус «Вызывающий наименьшие опасения».